# سنگاری مچ
سنگاری مچ یا سنگری مچ، روستایی در دهستان کنگان بخش مرکزی شهرستان جاسک در استان هرمزگان ایران است.

## جمعیت
بر پایه سرشماری عمومی نفوس و مسکن در سال ۱۳۹۵، جمعیت این روستا برابر با ۲۳۹ نفر (۷۳ خانوار) بوده‌است.